# Gerdy Swennen
Gerdy Swennen (1968) is een Belgisch actrice. Ze is voornamelijk actief in de theaterwereld. Ze werd ook bij een breder publiek bekend door haar rol in Thuis, een serie op één.

## Hoofdrollen
Gerdy Swennen (Toerelie) speelde een aantal jaren een hoofdrol in de Vlaamse televisieserie Thuis. Daar maakte ze haar intrede op 15 februari 2012, samen met actrice Joy Anna Thielemans. Ze vertolkt het personage Ellen Blomaert, de moeder van de vijftienjarige Jana Blomaert (Joy Anna Thielemans).

## Filmografie

### Series
| Jaar | Zender  | Programma      | Rol               | Opmerkingen     |
| ---- | ------- | -------------- | ----------------- | --------------- |
| 2002 | één     | Recht op Recht | Els Nachtegaele   | 1 aflevering    |
| 2004 | Vtm     | Spoed          | Mevrouw Reussens  | 1 aflevering    |
| 2004 | Vtm     | Rupel          | Ilse Sweynen      | 1 aflevering    |
| 2005 | één     | Flikken        | Nicole Hermans    | 1 aflevering    |
| 2009 | Vtm     | LouisLouise    | Mevrouw Van Sande | 1 aflevering    |
| 2012 | één     | Thuis          | Ellen             | 27 afleveringen |
| 2015 | YouTube | Stalker        | Daisy             | 2 afleveringen  |

Ook was ze te zien in Spring en Heterdaad.

### Nasynchronisatie
- Kiff - Beryl Chatterley
- Win or Lose - Monica

## Theater
Naast haar acteerwerk op de televisie is Gerdy Swennen vooral actief in de theaterwereld. Haar grootste rol was die van Ma Kriegel in de musical De Kriegels. In de musical Pinokkio vertolkte ze de rol van de blauwe fee en de goede fee.

## Studie
Gerdy Swennen studeerde af aan de Studio Herman Teirlinck in 1995. Ze haalde daar het diploma Dramatische Kunst.